# Minihippus
Minihippus is een geslacht van rechtvleugeligen uit de familie veldsprinkhanen (Acrididae). De wetenschappelijke naam van dit geslacht is voor het eerst geldig gepubliceerd in 1996 door Jago.

## Soorten
Het geslacht Minihippus omvat de volgende soorten:
- Minihippus brevipennis Miller, 1929
- Minihippus darwini Jago, 1996
- Minihippus keyi Uvarov, 1941
- Minihippus kikuyu Jago, 1996
- Minihippus microphallus Jago, 1996
- Minihippus reductus Uvarov, 1941